# Vladislav Đukić
Vladislav Đukić est un footballeur serbe, né le 7 avril 1962 à Vrnjačka Banja.

## Carrière de joueur
| saison  | club                 | pays        | matchs | buts |
| ------- | -------------------- | ----------- | ------ | ---- |
| 1980-81 | Sloga Kraljevo       | Yougoslavie |        |      |
| 1981-82 | FK Napredak Kruševac | Yougoslavie |        |      |
| 1982-83 | FK Napredak Kruševac | Yougoslavie |        |      |
| 1983-84 | FK Napredak Kruševac | Yougoslavie | 16     | 6    |
| 1984-85 | FK Napredak Kruševac | Yougoslavie | 28     | 11   |
| 1985-86 | FK Napredak Kruševac | Yougoslavie | 31     | 13   |
| 1986-87 | KF Prishtina         | Yougoslavie | 30     | 11   |
| 1987-88 | Partizan Belgrade    | Yougoslavie | 14     | 6    |
| 1988-89 | Partizan Belgrade    | Yougoslavie | 21     | 8    |
| 1989-90 | AC Cesena            | Italie      | 26     | 2    |
| 1990-91 | Partizan Belgrade    | Yougoslavie | 17     | 4    |
| 1991-92 | Partizan Belgrade    | Yougoslavie |        |      |
| 1992-93 | Partizan Belgrade    | Yougoslavie |        |      |

## Carrière d'entraîneur
| saison  | club                    | pays                 |  |
| ------- | ----------------------- | -------------------- |  |
| 2002-03 | FK Napredak Kruševac    | RF Yougoslavie       |  |
| 2004-05 | Omladinac Novo Selo Rok | Serbie-et-Monténégro |  |
| 2006-07 | Goc-Vrnjacka Banja      | Serbie               |  |
| 2008-09 | FK Radnički Niš         | Serbie               |  |
| 2010-11 | FK Sloga Kraljevo       | Serbie               |  |

## Sélections
- 2 sélections et 1 but en 1988 avec la Yougoslavie.